# 維亞切斯拉夫·諾維茨基
维亚切斯拉夫·维克托罗维奇·诺维茨基（俄语：Вячеслав Викторович Новицкий，1946年8月23日—2021年1月7日），俄罗斯病理生理学家，俄罗斯科学院院士，西伯利亚国立医科大学原校长。

## 生平
1969年毕业于托木斯克国立医学院临床系，留校工作。1972年，获医学副博士学位，1987年获全博士学位。1989年晋升教授。1999年当选俄罗斯医学科学院通讯院士。2005年当选俄罗斯医学科学院院士。2013年转为俄罗斯科学院院士。
1988年至1997年，担任托木斯克国立医学院（1992年改称西伯利亚国立医科大学）主管科研工作的副校长。1997年至2014年担任校长。
曾任托木斯克州杜马代表（1997年－2001年），俄罗斯联邦卫生部全国医科大学校长理事会副主席（2009年－2013年），俄罗斯联邦教育与科学部学位委员会专家组成员（2011年－2013年），《西伯利亚医学杂志》主编。 
2021年1月7日因2019冠状病毒病并发症逝世。